# HCH (Honduras)
HCH (acrónimo de Hable Como Habla) es un canal televisivo de noticias de Honduras. Su programación además incluye música y entretenimiento.  Fue fundado el 26 de agosto de 2010 por Eduardo Maldonado.

## Presentadores
- Eduardo Maldonado
- Ariela Cáceres
- Alex Cáceres
- Carolina Lanza
- Cesia Mejía
- Francy Orellana
- Milagro Flores
- Nohelia León
- Patricia Castañeda
- Stephanie Rivera

## Historia
Su fundador, el periodista Eduardo Maldonado empezó Hable Como Habla como un programa noticioso que arrendaba espacios en varias cadenas de televisión. Desde enero de 2001, llegó a ser parte de Canal 11, pero fueron removidos en 2007. Pasaron a formar parte de Maya TV y Radio Globo, pero fueron desechados por ambas empresas. Posteriormente, Maldonado solicitó una frecuencia en la televisión del país, pero esta le fue negada en múltiples ocasiones. Y fue así como durante el periodo de mandato de Porfirio Lobo lanzó su canal vía satelital con 12 empleados, y todas las compañías de cable del país comenzaron a bajar su señal, luego se le fue dada una frecuencia, que es el canal 40.
HCH es un canal duramente criticado por ser tachados de "sensacionalistas" y "polémicos", y sus empleados de "no profesionales" debido a las constantes peleas que sus propios periodistas tienen en vivo. En una ocasión el propio Maldonado pidió en vivo a los delincuentes que mataran en otro horario, pero no en el vespertino porque tienen otros temas que discutir. En cierta ocasión uno de sus presentadores Alex Cáceres, sacó a relucir que se le habían roto los zapatos comprados en una tienda de prestigio de un centro comercial de Tegucigalpa. Una de sus presentadoras, Ariela Cáceres dijo en vivo en un horario familiar: Me pela el *** lo que la televidente.
Una de sus presentadoras es Ariela Cáceres. quien también es coordinadora de Prensa.

## Informativos
- HCH Matutino: El noticiero matinal de HCH que transmite de 5:30 a.m. hasta las 10:00 a.m.
- HCH Meridiano: Transmite de 11:00 a. m. hasta las 1:00 p.m.
- HCH Vespertino: Informativo de la Tarde. Transmite de 1:00 p.m. a 4:00 p.m.
- HCH Nocturno: Informativo de la Noche. Transmite de 7:00 p.m. a 8:30 p.m.

Los Últimos Momentos e Informes Especiales son bloques en donde se actualiza la información o dan primicias informativas.